# Maurizio Gucci
Maurizio Gucci (* 26. September 1948 in Florenz; † 27. März 1995 in Mailand) war ein italienischer Unternehmer und Leiter des Modehauses Gucci. Er war der Sohn von Rodolfo Gucci und der Schauspielerin Sandra Ravel, ein Enkel von Guccio Gucci. Er wurde von einem Auftragsmörder getötet, der von seiner Ex-Frau Patrizia Reggiani angeheuert worden war.

## Leben
Maurizio Gucci wurde am 26. September 1948 in Florenz als einziges Kind der Schauspieler Rodolfo Gucci und Sandra Ravel geboren. 1972 zog Gucci nach New York City, um mit seinem Onkel Aldo Gucci bei Gucci zu arbeiten. Anfang der 1980er Jahre lebte er in einem luxuriösen Penthouse im Olympic Tower, das ihm sein Vater geschenkt hatte. 1982 kehrte er nach Mailand zurück und begann 1983 einen juristischen Krieg gegen Aldo, um die Kontrolle über Gucci zu übernehmen, nachdem er nach dem Tod seines Vaters Mehrheitsaktionär bei Gucci geworden war.
1986 floh Gucci in die Schweiz, um einer Strafverfolgung zu entgehen, nachdem Aldo ihm vorgeworfen hatte, die Unterschrift seines Vaters gefälscht zu haben, um Erbschaftssteuern zu vermeiden. Er wurde ursprünglich für schuldig befunden, später aber freigesprochen. Im Jahr 1988 verkaufte Aldo Gucci seine Anteile an Gucci an den in Bahrain ansässigen Investmentfonds Investcorp (Eigentümer von Tiffany seit 1984), welcher damit über 47 % des Unternehmens besaß.
Maurizio Gucci wurde 1989 zum Vorsitzenden der Gucci-Gruppe ernannt. Von 1991 bis 1993 waren die Finanzen von Gucci im Minus. Maurizio Gucci wurde vorgeworfen, extravagante Geldsummen für die Firmenzentralen in Florenz und Mailand ausgegeben zu haben. Im Jahr 1993 verkaufte er seine verbliebenen Gucci-Aktien für 170 Millionen US-Dollar an Investcorp und beendete damit die Verbindung der Familie Gucci mit dem Unternehmen.

## Privatleben
1972 heiratete Maurizio Patrizia Reggiani, mit der er zwei Töchter, Allegra und Alessandra, hatte. Maurizios Vater, Rodolfo Gucci, war ursprünglich mit ihrer Ehe nicht einverstanden und nannte Patrizia eine Streberin, die nur Geld im Kopf habe. Im Jahr 1985 erzählte Maurizio seiner Frau Patrizia, dass er eine kurze Geschäftsreise nach Florenz machen würde, und er schickte am nächsten Tag einen Freund, um seiner Frau mitzuteilen, dass er nicht zurückkehren werde und die Ehe vorbei sei.
Im Jahr 1990 begann Gucci mit Paola Franchi auszugehen, einer Freundin aus der Kindheit, die an seiner Hochzeit mit Patrizia teilgenommen hatte. Beide litten unter unglücklichen Ehen. Franchi war fünf Jahre lang Guccis Lebensgefährtin und lebte mit ihm in einer Luxuswohnung am Corso Venezia, Mailand. Als Guccis Scheidung von Reggiani 1994 abgeschlossen war, begann er mit Plänen, Franchi auf seinem Anwesen in St. Moritz in der Schweiz zu heiraten.

## Ermordung
Am 27. März 1995 wurde Gucci auf dem Weg zur Arbeit von einem Auftragsmörder auf den Stufen seines Büros erschossen. Seine Ex-Frau Patrizia Reggiani wurde 1998 wegen der Organisation dieses Mordes verurteilt. Reggianis Motive waren laut Staatsanwaltschaft eine Mischung aus Eifersucht, Geldgier und Groll gegen ihren Ex-Mann. Die Staatsanwaltschaft unterstellte, dass Patrizia Reggiani die Kontrolle über Guccis Anwesen erlangen wollte und sie ihren Ex-Mann daran hindern wollte, seine neue Partnerin Paola Franchi zu heiraten. Eine bevorstehende Ehe würde zudem ihren Unterhalt halbieren. Sie verbüßte 18 Jahre im Gefängnis und wurde im Oktober 2016 vorzeitig entlassen.

## In der Populärkultur
Ein Film basierend auf der Geschichte, House of Gucci, wurde von Ridley Scott inszeniert und zeigt Lady Gaga als Patrizia Reggiani und Adam Driver als Maurizio Gucci. House of Gucci wurde am 24. November 2021 in den Vereinigten Staaten veröffentlicht.